# シティジェット
シティジェット (CityJet) はアイルランドのダブリン県フィンガル市コリンズタウンに本社を置くコミューター航空会社。

## 概要
シティジェットは2020年6月現在、自主運航はしておらず、エアリンガスおよびスカンジナビア航空のウェットリース契約で複数の路線を運航している。
以前は、エールフランス‐KLM傘下のコミューター航空会社として運航していた。2009年度にはロンドン・シティ空港利用者のうち100万人以上を輸送しているが、財務体質は良好でない状態が続いており、2012年にはエールフランスが売却を考えていると報じられた。最終的にエールフランスは、2014年5月にシティジェットをイントロ・アビエーションに売却した。2016年3月には、創設者のパット・バーンと他の投資家によって購入された。

## 沿革

エールフランス時代のシティジェットのロゴ（赤いラインはエールフランスのロゴの一部）

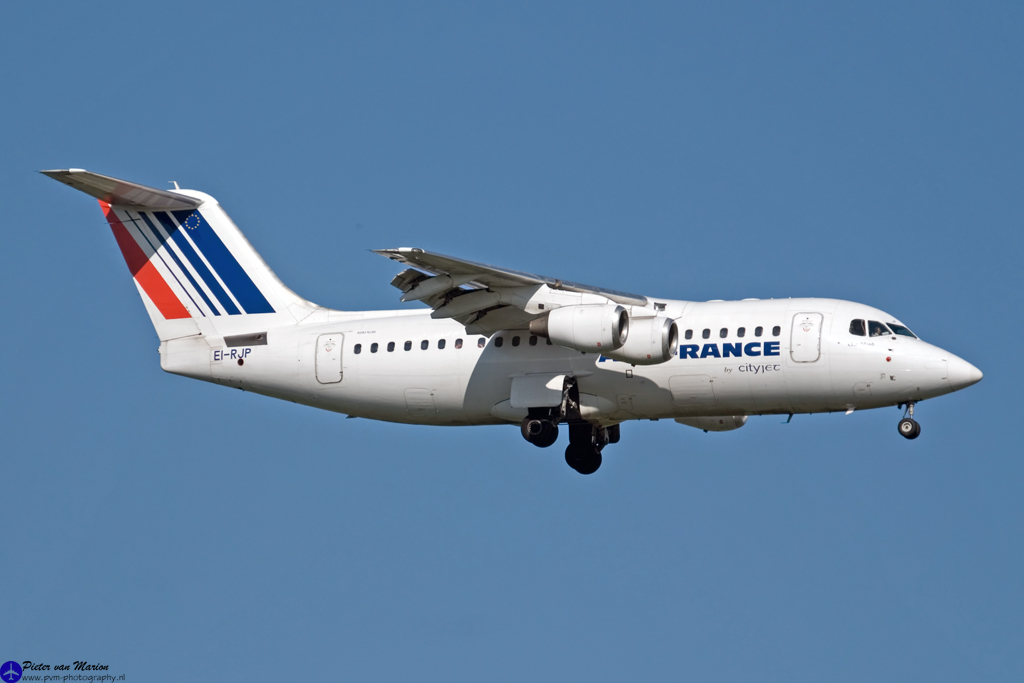
エールフランス傘下の頃のシティジェット（エールフランス塗装のアブロRJ85）

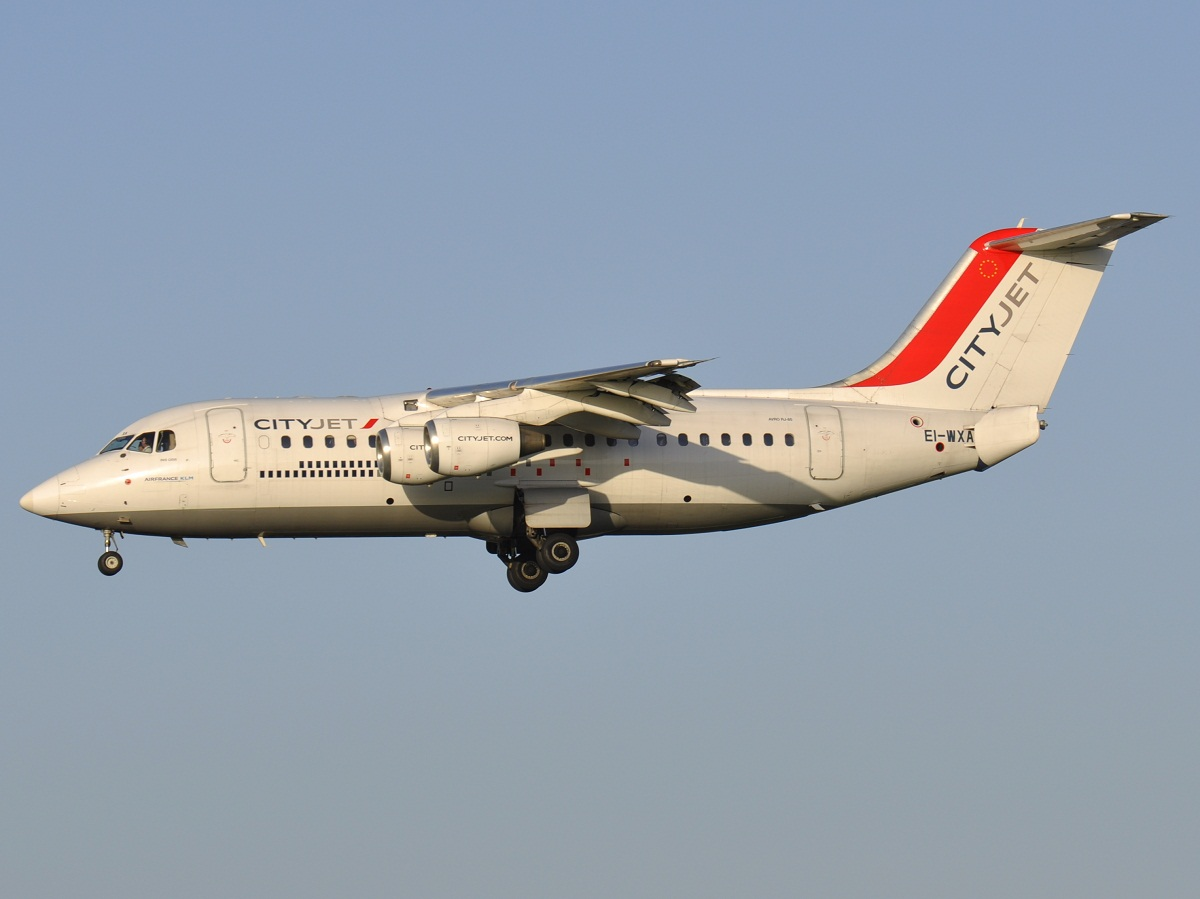
エールフランス傘下の頃のシティジェット（当時のシティジェット塗装のアブロRJ85）

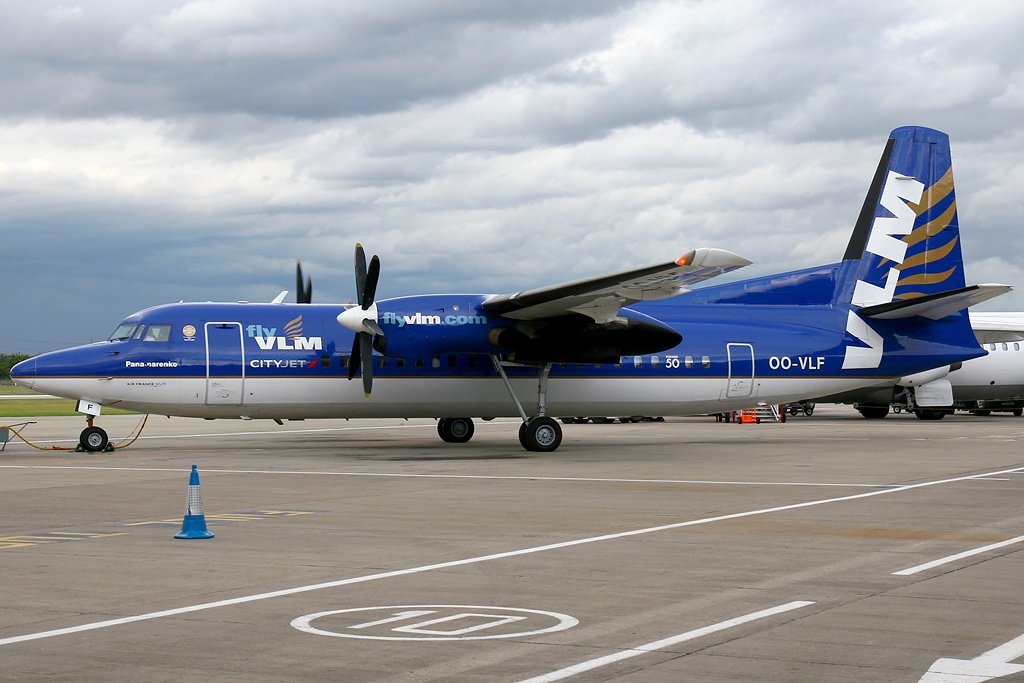
VLM塗装のシティジェット（ロンドン・シティ空港）

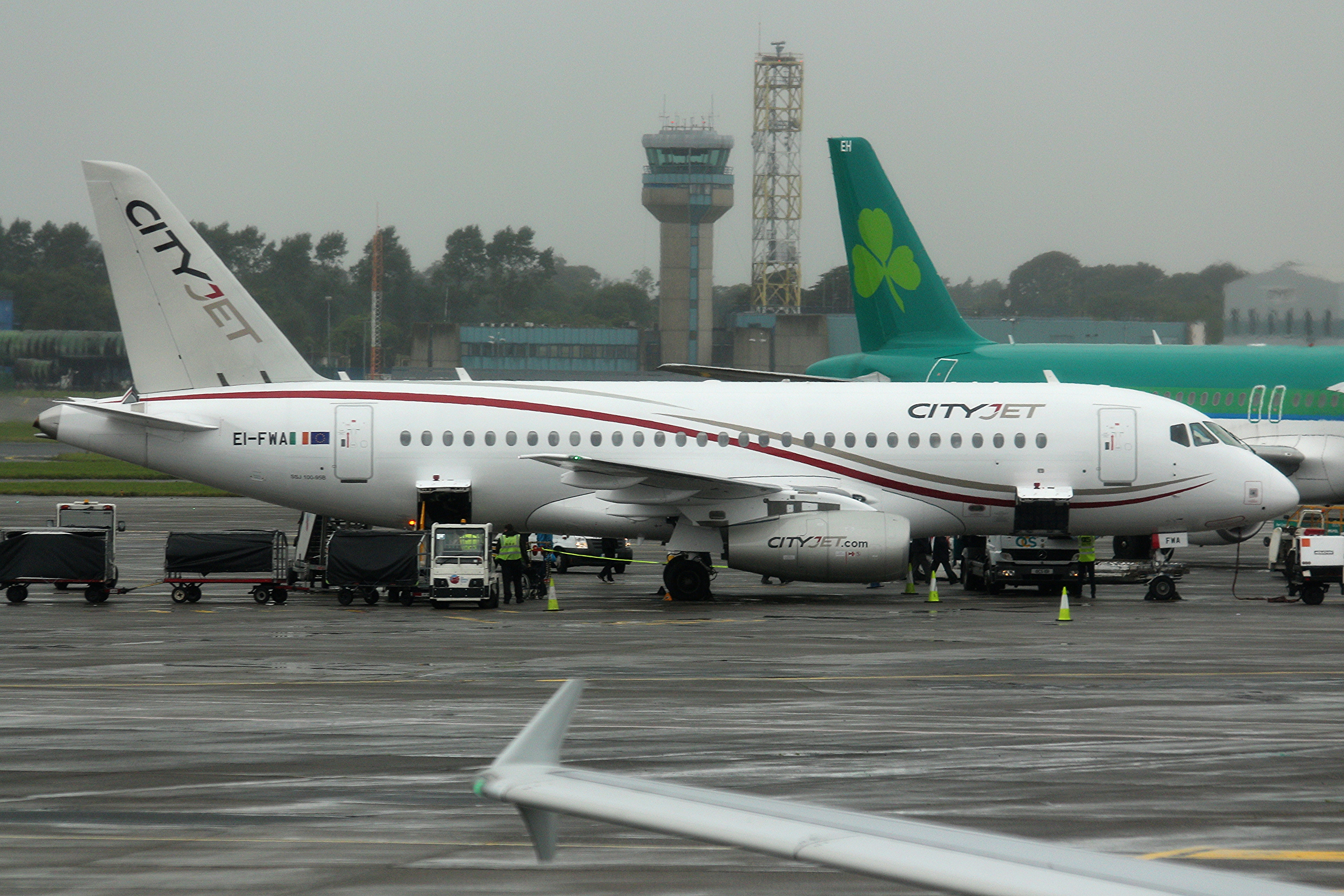
スホーイ・スーパージェット100（ダブリン空港）

### 初期
シティジェットは1992年に設立され、1994年1月12日にヴァージン・アトランティック航空とのフランチャイズ契約としてダブリン - ロンドン・シティ空港間の単一路線を運航し、「ヴァージン・シティジェット」として運航していた。主な競合相手は、ダブリン - ロンドン・ヒースロー空港間を運航していたブリティッシュ・ミッドランド航空とエアリンガス、またダブリン - ロンドン・スタンステッド空港間を運航していたライアンエアだった。しかし、エアリンガスが1999年9月にダブリン - ロンドン・シティ線を運航するまで、当路線を独占していた。
1995年6月、ヴァージン・シティジェットはダブリン - ブリュッセル間の路線を運航し始め、サベナ・ベルギー航空、エアリンガスと競合した。
1996年に、ヴァージン・アトランティック航空とのフランチャイズ契約を終了し、同年の7月末から独自のシティジェットブランドを使用し、事業を継続することを決定した。すでにダブリン - ロンドン・シティ、ブリュッセル、マラガへの定期便を当時は飛ばしていた。ヴァージンアトランティックのフランチャイズを廃止する決定は、ヴァージンが独自の格安航空会社であるヴァージン・エキスプレスでヨーロッパの短距離市場に参入し、顧客がシティジェットと混同するのではないかと恐れたためだった。

### エールフランス時代
1999年には、シティジェットは破産寸前だった。エア・フォイルはシティジェットの株式の半分を取得し、債務を引き受けた。エールフランスは、200万ポンドを投資しながら、さらに25％を占めた。新しい構造の下で、シティジェットは独自の定期路線を維持しながら、エールフランスのヨーロッパの主要下請航空会社にもなった。しかし、依然として損失を出し続けた。
2000年初頭に、エールフランスはシティジェットのすべての株式を引き継ぎ、唯一の所有者となった。当時、シティジェットはすでにエールフランス向けに8機中7機を運航していた。アイルランドの子会社に地域事業を外部委託することによるエールフランスへの全体的な節約は、約40パーセントと推定された。エールフランスの労働組合との契約に基づき、100席未満の航空機の運用を地域のパートナーや子会社に外部委託することを許可されていた。
2002年にはエールフランスの100％子会社となり、ロンドン・シティ空港と欧州各空港の輸送を担うようになった。
2006年、パリ - ダブリン線、バーミンガム線、エディンバラ線、ロンドン・シティ線、フィレンツェ線、ヨーテボリ線、チューリッヒ線をエールフランスの補足的な運航をシティジェットで運用した。さらに、シティジェットは依然としてロンドン・シティ - ダブリン間を運航していた。機材は20機のBAe 146で運航していた。2006年12月から、メサバ航空から2億2100万ドルの契約で購入したSTOL性能に優れたアブロRJ85に置き換え始めた。
2007年12月24日、エールフランス‐KLMは、パンタホールディングスからのVLMエアラインズの買収に関する合意に署名したことを発表し、2009年5月28日に、VLMエアラインズは、シティジェットブランドで徐々に事業を開始すると発表した。2010年6月1日の時点で、VLMエアラインズのフォッカー 50の全機材はシティジェットの塗装になっていたが、VLMは航空会社オペレーター証明書の所有者であり、フォッカー50の機体はベルギーに登録されていた。
シティジェットは、2010年3月末までの1年間で5150万ユーロの税引前損失を計上した。これは、2009年3月末までの1年間で5390万ユーロの損失だった。乗客数は増加し、6.5％上昇した210万人になっていたが、平均運賃は16％低下した。2010年10月1日、エールフランス‐KLMグループ内で多数の上級役職を歴任したクリスティン・ウルミエールが最高経営責任者 (CEO) として加わった。2010年3月31日に終了する国際航空運送協会 (IATA) 年度において、シティジェットはロンドン・シティ線で100万人を超える乗客を運んだ。

### 2010年代以降
2012年6月、エールフランス‐KLMの事業が不調なためにシティジェットの売却を検討していることを発表した。2013年4月に、2013年夏に落札者が発表されるという声明が追加された。
2013年10月の時点で、エールフランスとの運用契約はコードシェア便として置き換えられている。それ以来、シティジェットはほとんどの路線をエールフランスの代わりに独自のWXコードで運営していた。同年12月、エールフランスはVLMエアラインズを含むシティジェットをドイツの投資家イントロ・アビエーションに売却すると発表した。移管は2014年5月に完了した。シティジェットの子会社であるVLMエアラインズは、自社の経営陣に買収され、シティジェットから解放された。
2014年、イギリスのチャンネル諸島のガーンジーを本拠とする航空会社ブルーアイランドがヨーロッパの一部の路線を廃止した後、シティジェットはブルーアイランドとのコードシェア便を開始した。ブルーアイランドはジャージー - ロンドン・シティへの路線を運航し、2016年3月に終了した。2014年11月、シティジェットがカーディフ - エディンバラ線、パリ＝オルリー線をストバートエアが同年12月1日から運航することが発表された。両路線は、2015年6月にFlybeが同じ路線を導入し空港のオペレーターがサポートしたため、廃止された。
2015年6月、シティジェットは需要が低かったため、ドイツの4つの就航地のうち最後のドレスデン線を終了することを発表した。同年10月、スカンジナビア航空は、フィンランドの子会社であるブルーワンをシティジェットに売却することを発表した。2016年にブルーワンはシティジェットへ吸収された。
2016年6月28日、シティジェットはコーク - ナントへの最初の定期便でスホーイ・スーパージェット100を導入した。同年12月初旬、ベルギーのブリュッセルにあるスホーイ・スーパージェット100の基地にて、パイロット、客室乗務員の採用を開始した。
2017年1月にシティジェットは、11機のCRJ900を保有するシンバーをスカンジナビア航空から購入することに同意した。シティジェットはスカンジナビア航空に代わって運航を続けた。 同年3月、シティジェットは、自社の予定便を減らしながら、よりウェット・リース業務に注力する計画であると述べた。これにより、ロンドン・シティ - ナントおよびパリ＝オルリーの路線が閉鎖され、他の路線の発着数を下げた。その後、すべての便の80％をウェット・リースで運航することを計画した。2017年4月5日、KLMシティホッパーがシティジェットからアブロRJ85の2機をウェット・リースし、2017年5月15日から開始する2017年夏季シーズンを通じて、アムステルダム - ロンドン・シティ線を4便増便し、平日運航することが発表された。この合意はその後、終了した。同年10月下旬に、シティジェットはロンドン・シティ空港からの路線をほとんど廃止し、唯一ダブリン線を残した。
2018年7月、シティジェットとエア・ノストラムが合併すると発表された。同年8月下旬、シティジェットは10月27日から自社ブランドでの定期便の運航を終了するが、ウェット・リースプロバイダーとしての事業を継続すると発表した。ロンドン・シティ - ダブリン線はエアリンガスに移管されたが、2機のアブロRJ85をシティジェットによる運航で飛ばしている。
2019年、シティジェットはKLMオランダ航空と提携して、アントワープ国際空港を拠点とする新しい航空会社、アントワープ航空を設立した。2019年9月9日以降、ロンドン・シティ空港へのフライトが毎日運航されている。
2020年4月、ブリュッセル航空は新型コロナウイルス感染症の流行を受け、シティジェットとの5機のリース契約をキャンセルした。同月にダブリン高等裁判所はシティジェットに暫定審査官を任命した。

## 就航地
シティジェットは、2018年10月に自主運航を廃止し、スカンジナビア航空のウェットリース契約で複数の路線を運航し続けている。

### スカンジナビア航空
2020年6月現在、スカンジナビア航空として運航している定期便。

## 運航機材
2020年6月現在、シティジェットの機材は以下の通りである。

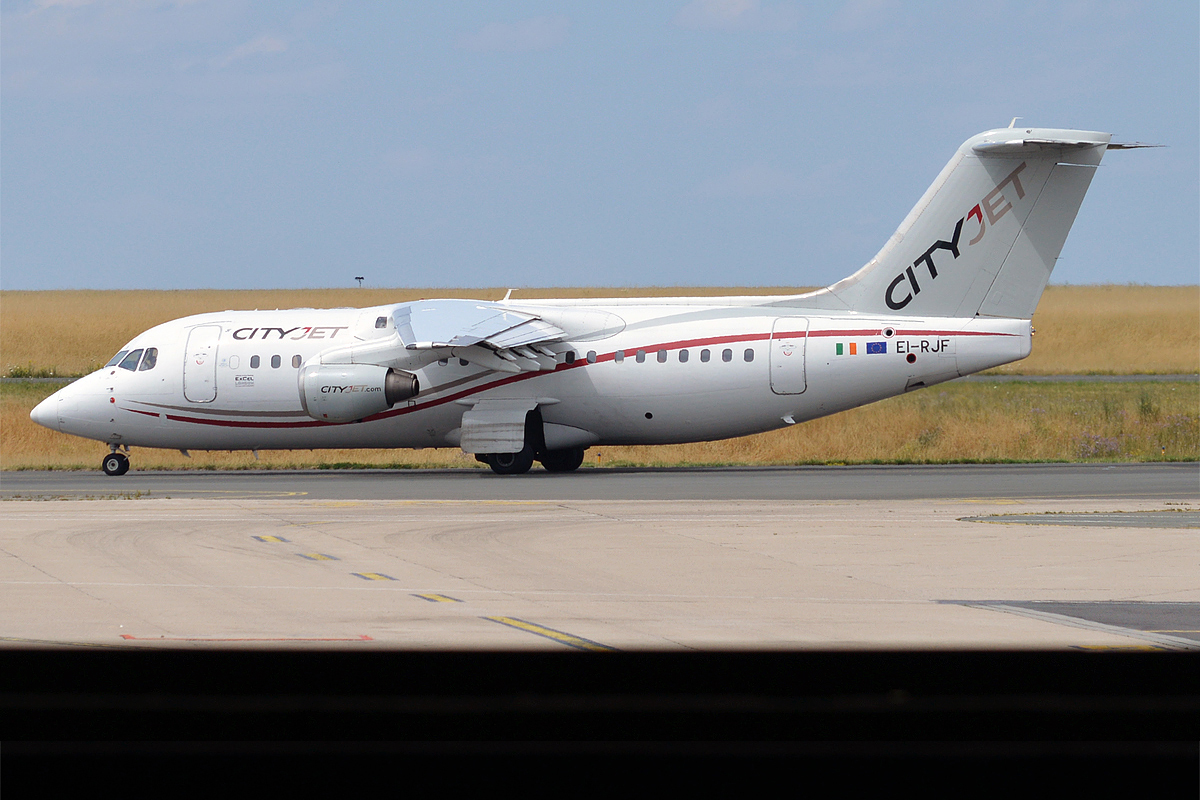
アブロRJ85
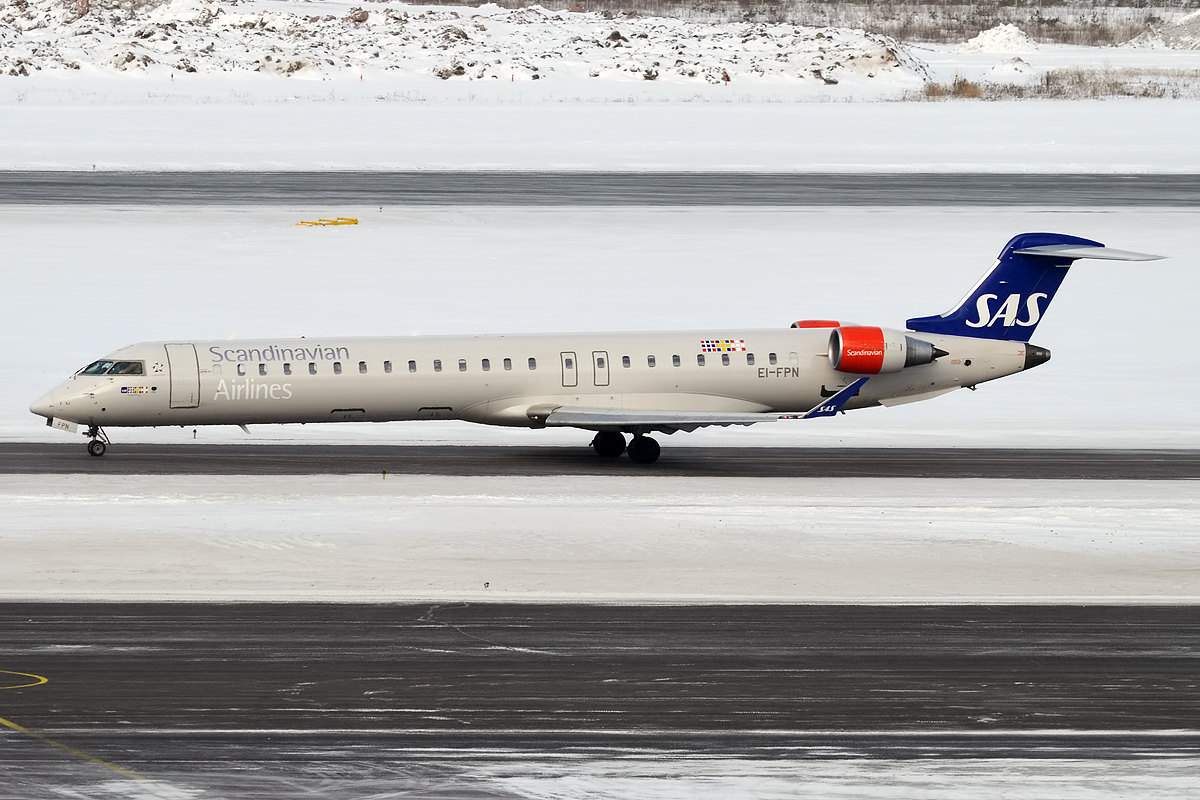
ボンバルディアCRJ900

## 退役機材
2020年6月現在、シティジェットの退役した機材は以下の通りである。

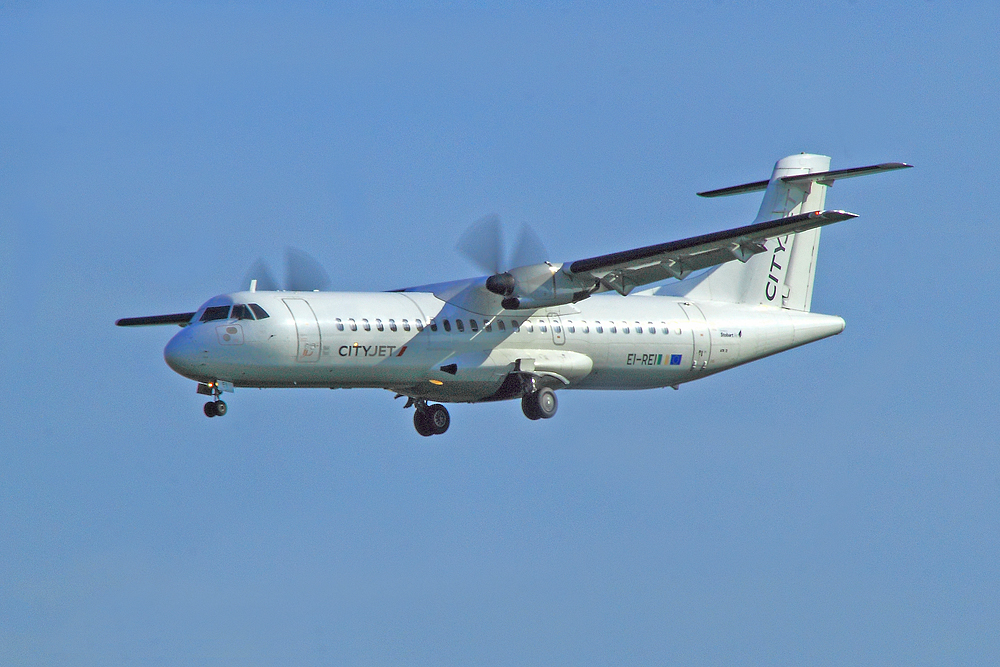
ATR72
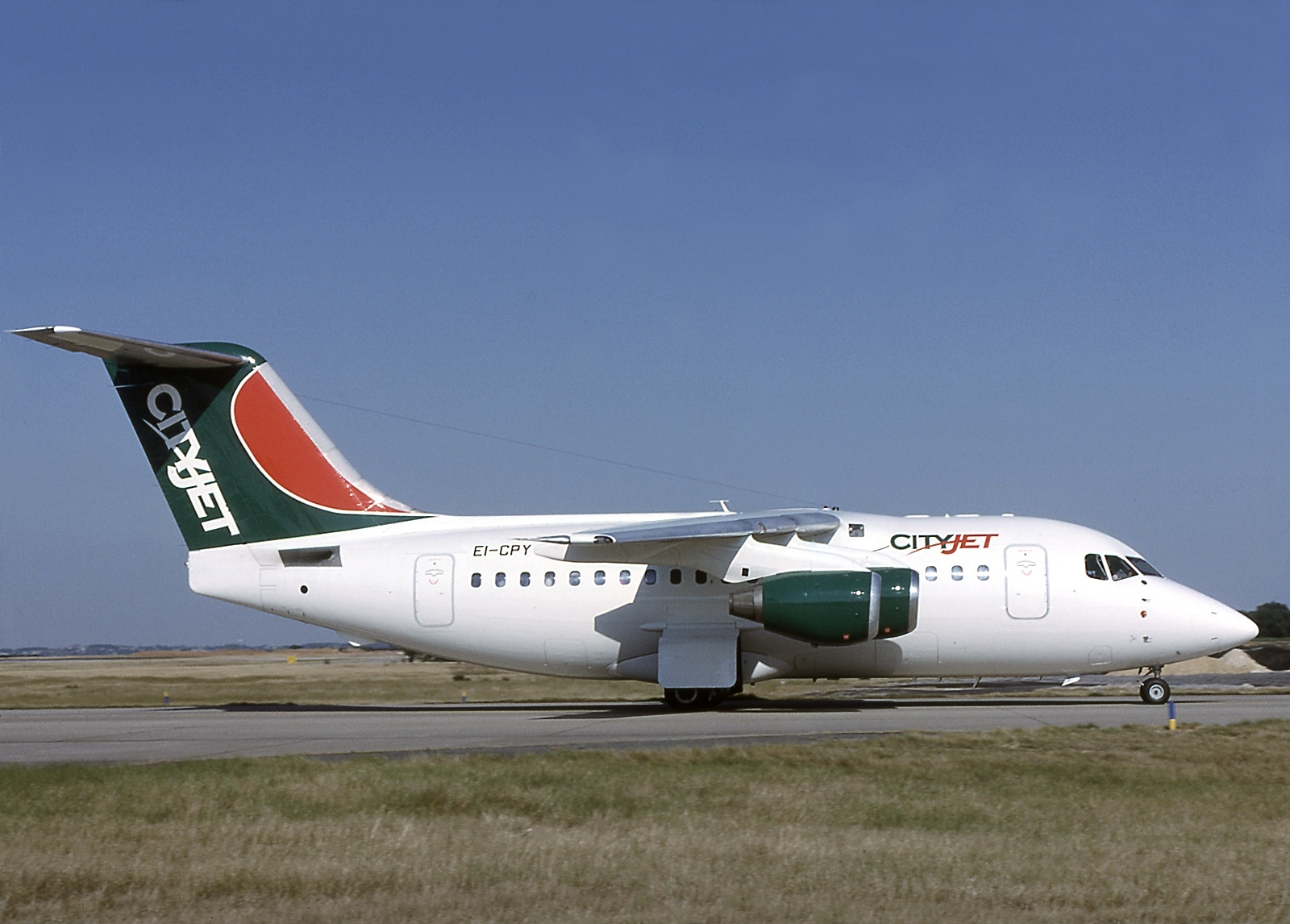
BAe146-100
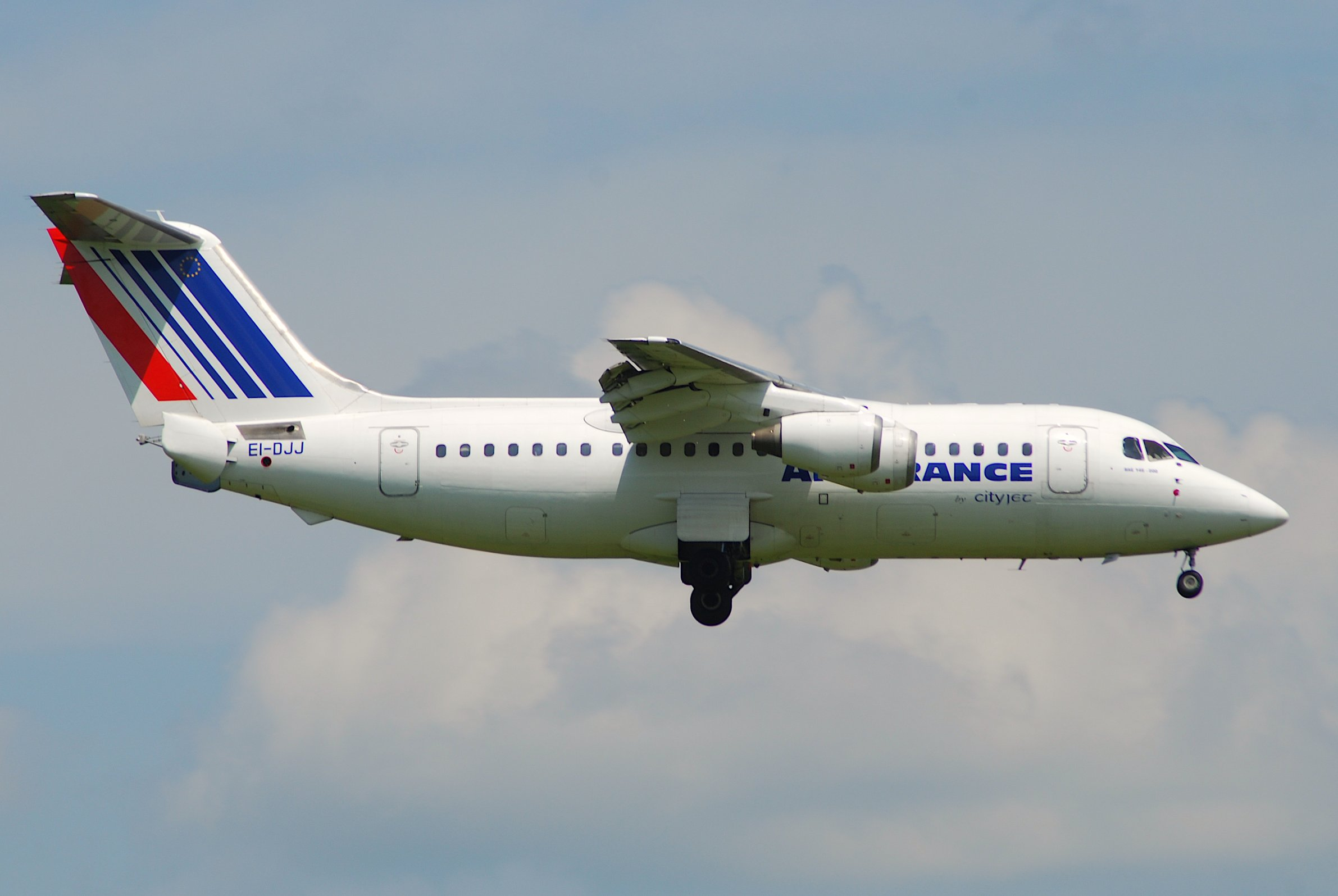
BAe146-200
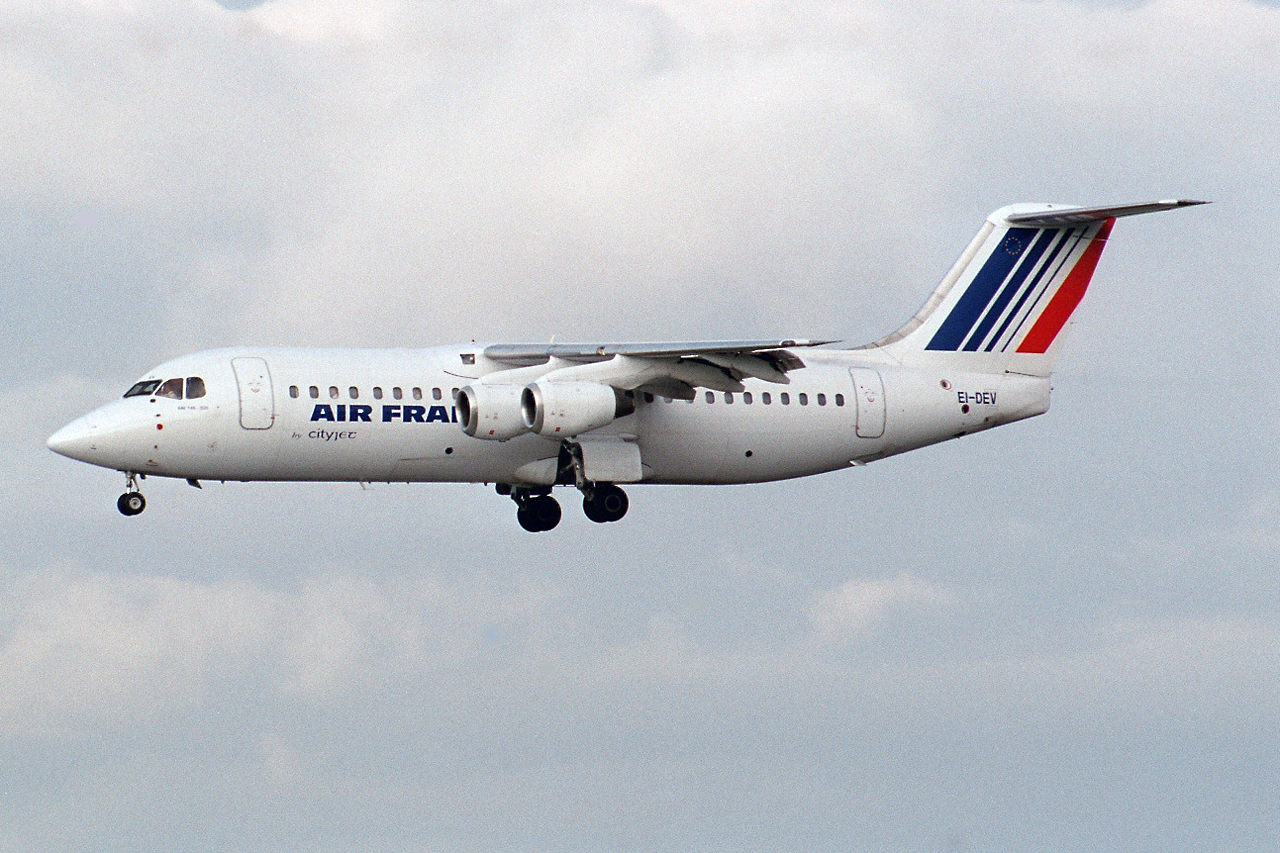
BAe146-300
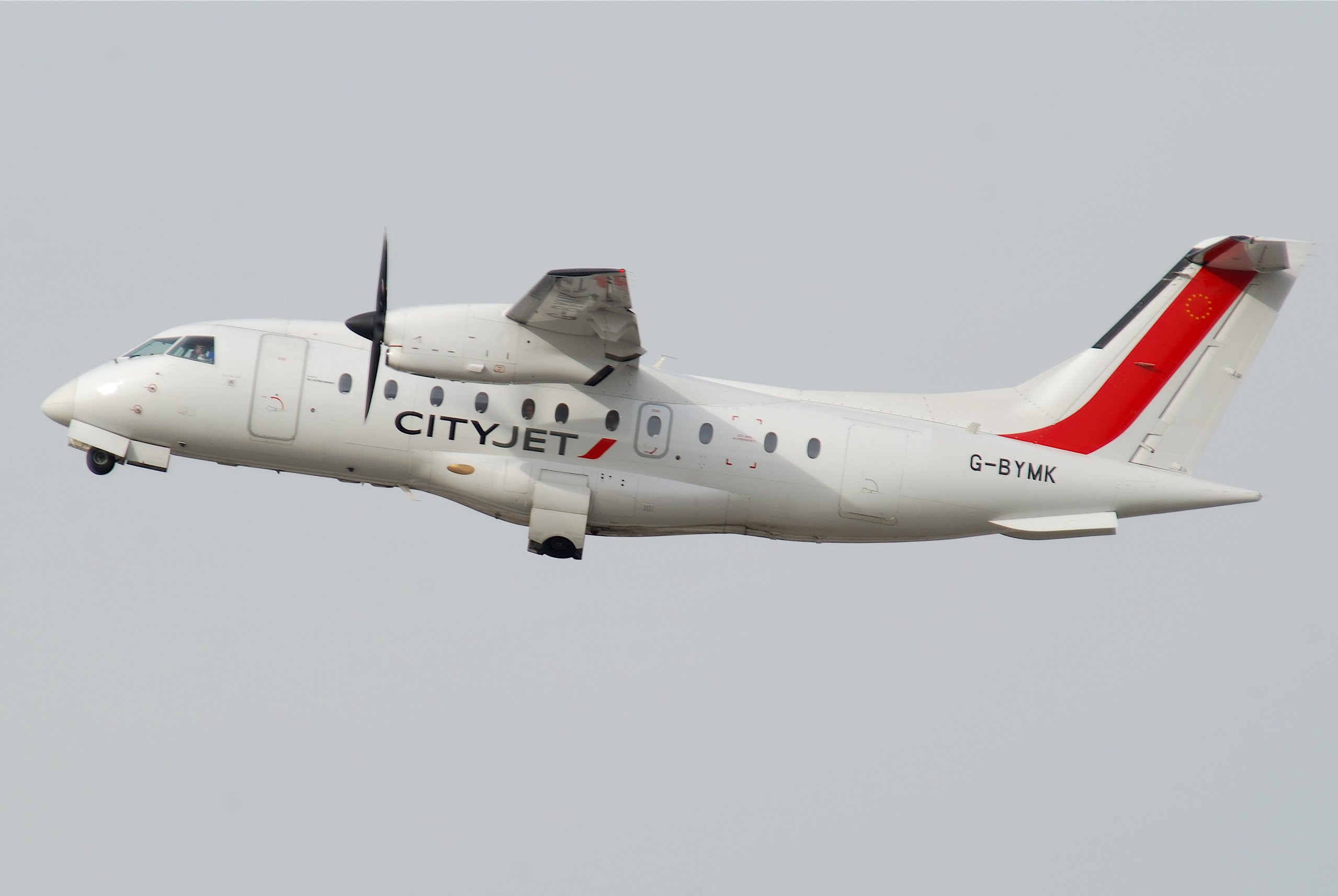
ドルニエ328
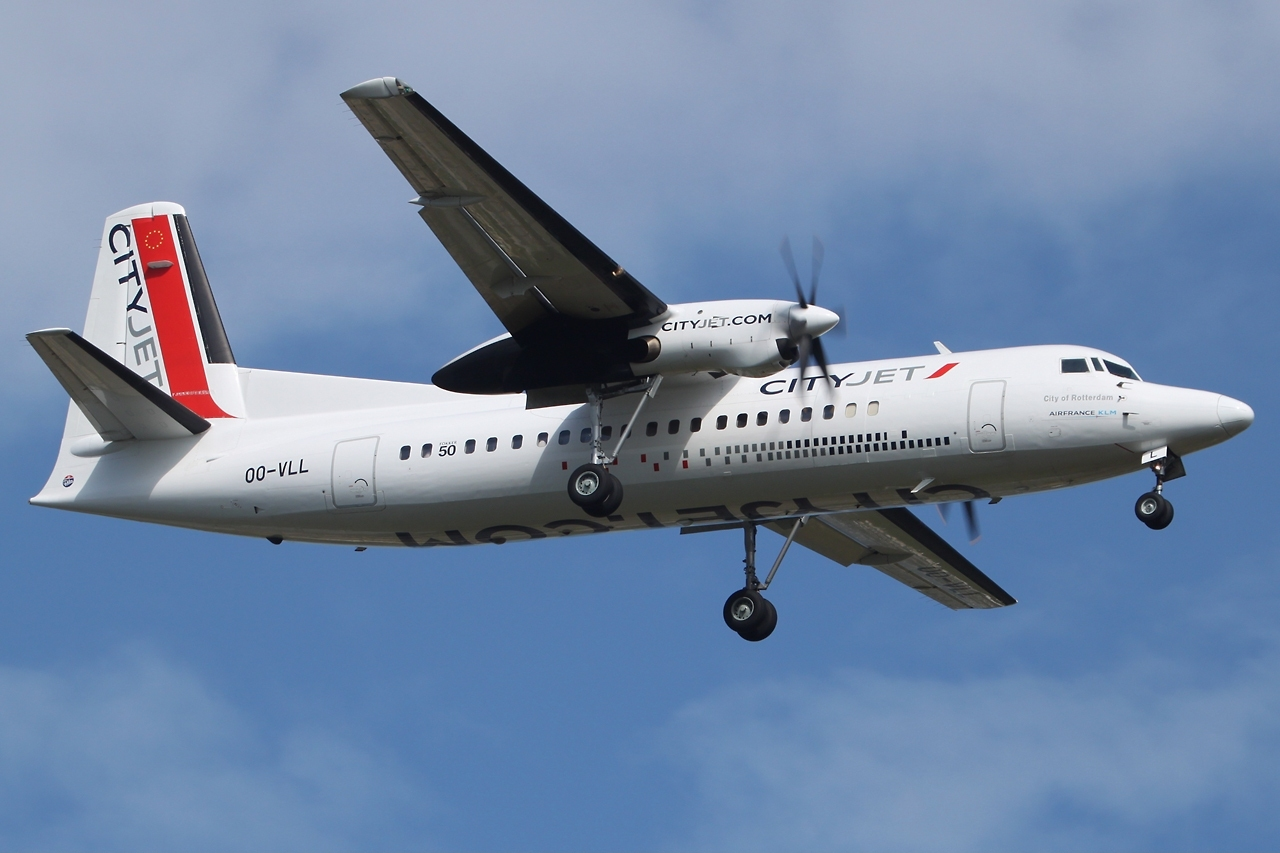
フォッカー50
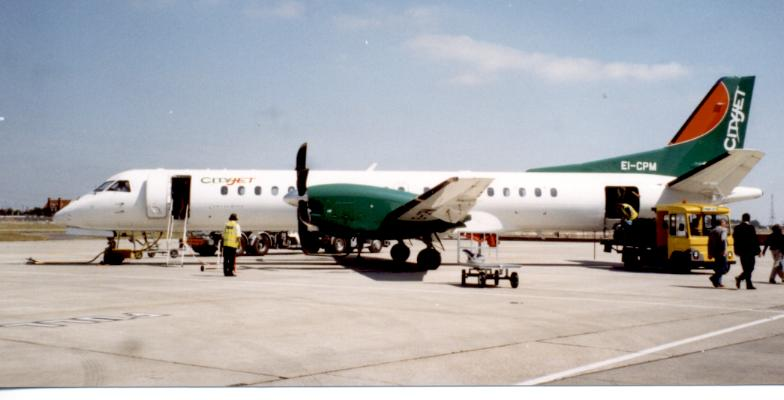
サーブ2000
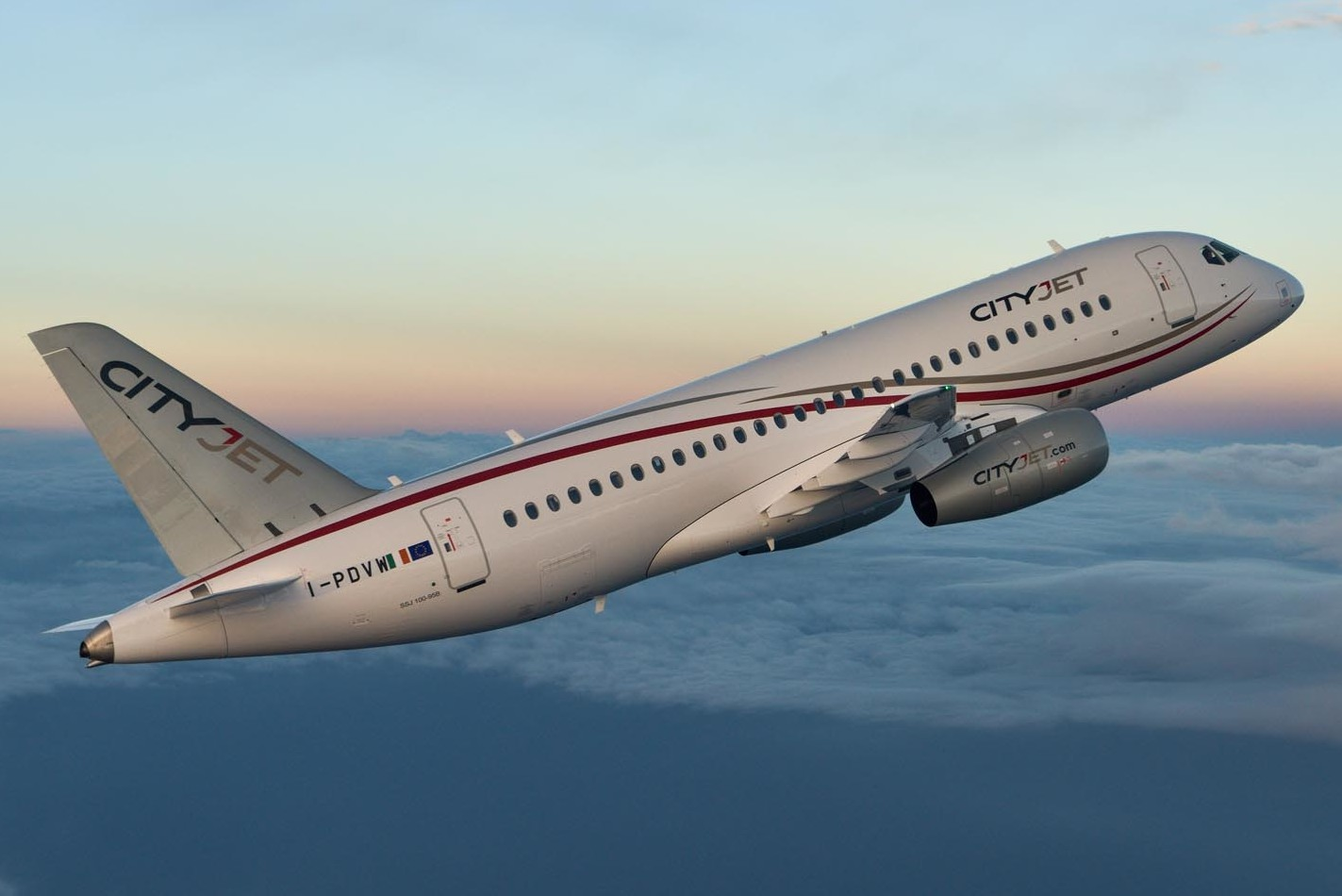
スホーイ・スーパージェット100

## スポンサー
シティジェットは、2011年からレンスター・ラグビーのオフィシャル・エアラインである。